# قمصر (کهریزک)
قمصر یک روستا در ایران است که در شهرستان کهریزک  در استان تهران واقع شده‌است.

## جمعیت
این روستا در شهرستان کهریزک قرار دارد و براساس سرشماری مرکز آمار ایران در سال ۱۳۸۵، جمعیت آن ۴٬۷۳۲ نفر (۱٬۱۴۰ خانوار) بوده‌است.